# VTA Light Rail
VTA Light Rail (Santa Clara Valley Transportation Authority Light Rail) – system lekkiej kolei działający w San Jose w USA.

## Historia
Lekką kolej w San Jose uruchomiono w 1988 r. Jako pierwszą uruchomiono linię zieloną (902). W następnych latach system był rozbudowywany, a ostatnia rozbudowa miała miejsce w 2005, wówczas wybudowano linię do Winchester o długości 8,5 km. W latach 2004–2005 rozważano możliwość likwidacji najkrótszej linii nr 900.

## Linie
Obecnie w San Jose funkcjonują trzy linie:
- pomarańczowa (900): Ohlone/Chynoweth – Almaden, 3 przystanki
- niebieska (901): Alum Rock – Santa Teresa, 36 przystanki
- zielona (902): Mountain View – Winchester, 32 przystanki

Pojazdy na linii nr 900 kursują wahadłowo.

## Tabor
Do obsługi sieci zakupiono w kanadyjskiej firmie Urban Transportation Development Corporation łącznie 50 pojazdów. Każdy z nich jest dwukierunkowy, wysokopodłogowy i dwuczłonowy, z 75 miejscami siedzącymi. Później liczba miejsc siedzących została ograniczona do 67, z powodu stworzenia przestrzeni do przewozu 4 rowerów. Do 2003 r. był to jedyny eksploatowany typ pojazdów i od tamtego czasu rozpoczęto dostawy nowych pojazdów. Nowe wagony w liczbie 99 sztuk wyprodukowało Kinki Sharyo. Pojazdy są niskopodłogowe, dwukierunkowe i trzyczłonowe. W wyniku dostaw nowych pojazdów stare zostały sprzedane i pozostał tylko jeden jako wagon techniczny.